# Монтефано
Монтефа̀но (на италиански: Montefano) е малко градче и община в Централна Италия, провинция Мачерата, регион Марке. Разположено е на 242 m надморска височина. Населението на общината е 3592 души (към 2010 г.).